# 玉虚宫遗址
玉虚宫遗址位于中国湖北省丹江口市武当山街道（实际由武当山旅游经济特区管辖）、武当山北侧山脚下，2001年被列为第五批全国重点文物保护单位。
玉虚宫全称为玄天玉虚宫，俗称老营宫（因武当山街道旧称老营），始建于明永乐十一年（1413年），嘉靖、万历年间扩建，清乾隆十年（1745年）毁于火，后部分重建。玉虚宫是武当山八宫中规模最大的建筑群，坐南朝北，原有三路五进院落，现存紫禁城、内罗成、大宫门、小宫门、碑楼、父母殿、云堂等建筑以及龙虎殿、十方堂、大殿的建筑基址。